# Liste der Ständigen Vertreter Osttimors bei der Gemeinschaft der Portugiesischsprachigen Länder

Mitgliedsstaaten der CPLP

Diese Liste führt die Ständigen Vertreter Osttimors bei der Gemeinschaft der Portugiesischsprachigen Länder (CPLP) auf.

## Hintergrund
Osttimor war der dritte Staat nach Brasilien und Guinea-Bissau, der eine Mission bei der CPLP eröffnete.
| Foto | Name                    | Amtszeit  | Anmerkungen |
| ---- | ----------------------- | --------- | --- |
|      | Pascoela Barreto        | 2005–2009 | Repräsentantin Osttimors bei den CPLP                                                                          |
|      | José Barreto Martins    | 2009–2013 | Erster Ständiger Vertreter Osttimors bei der CPLP. Ernennung: 7. Januar 2009. Akkreditierung: 13. Januar 2009. |
|      | Antonito de Araújo      | 2013–?    | Ernennung am 6. August 2013 2018 Generalsekretär des Außenministeriums.                                        |
|      | Isabel Amaral Guterres  | 2020–2021 | Ernannt: 28. Januar 2020. Gleichzeitig Botschafterin in Portugal und Kap Verde.                                |
|      | Marina Ribeiro Alkatiri | 2021–2024 | Ernannt: 13. August 2021                                                                                       |
|      | Laura Soares Abrantes   | ab 2024   | Vereidigung: 13. März 2024                                                                                     |